# Публій Корнелій Лентул Сура
Публій Корнелій Лентул Сура (лат. Publius Cornelius Lentulus Sura; 114 — 63 роки до н. е.) — політичний, державний та військовий діяч Римської республіки, консул 71 року до н. е. Учасник змови Катіліни.

## Життєпис
Походив з патриціанського роду Корнеліїв Лентулів. Син Публія Корнелія Лентула, претора 128 року до н. е. Про молоді роки його мало відомостей. 
Як прихильник оптиматів та Луція Корнелія Сулли вимушений був тікати до армії останнього, яка знаходилася у 86 році до н. е. у Греції. Повернувся Лентул лише у 82 році до н. е. разом із Суллою.
У 81 році до н. е. був міським квестором, на цій посаді розтринькав значні державні кошти, за що й був притягнутий Суллою до відповідальності. Надалі Лентула також притягали до суду у невідомому звинуваченні, але той зміг домогтися виправдання завдяки підкупу суддів. У 74 році до н. е. його обрано претором. За час своєї каденції вів справу щодо здирництва.
У 71 році до н. е. Публія Корнелія Лентула обрано консулом разом з Гнеєм Ауфідієм Орестом. У 70 році до н. е. його виключено зі складу сенату за аморальний спосіб життя.
У 63 році до н. е. вдруге обрано претором. На цій посаді взяв участь у змові Луція Сергія Катіліни. Як допомогу намагався долучити на свій бік галльське плем'я аллоброгів, проте всі наміри Лентула було викрито Цицероном. Зрештою Публія Корнелія Лентула Суру 5 грудня 63 року до н. е. було страчено як заколотника.

## Родина
Дружина — Юлія, донька Луція Юлія Цезаря, консула 90 року до н.е.